# Vanda roeblingiana
Vanda roeblingiana là một loài thực vật có hoa trong họ Lan. Loài này được Rolfe miêu tả khoa học đầu tiên năm 1894.

## Hình ảnh

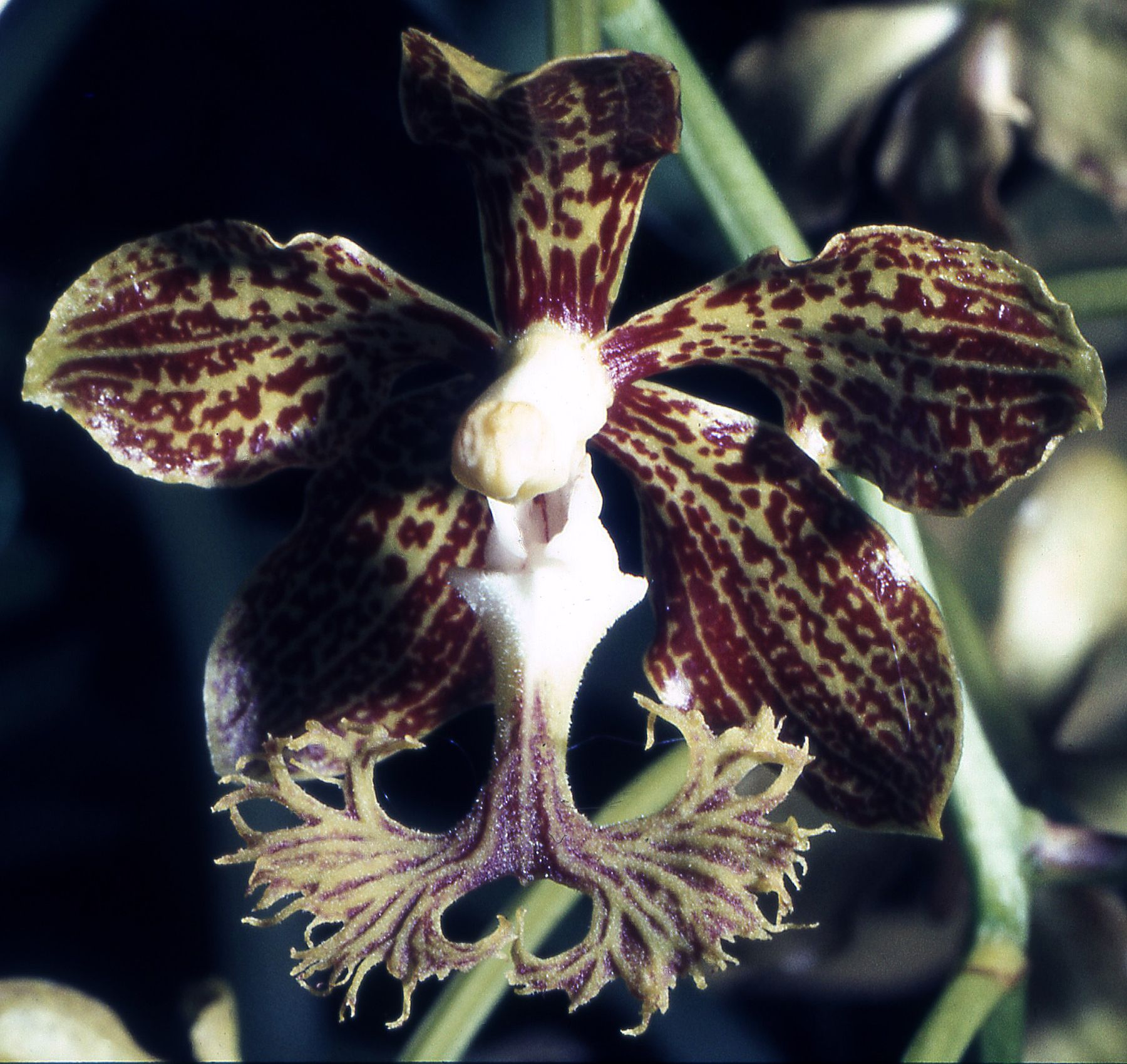
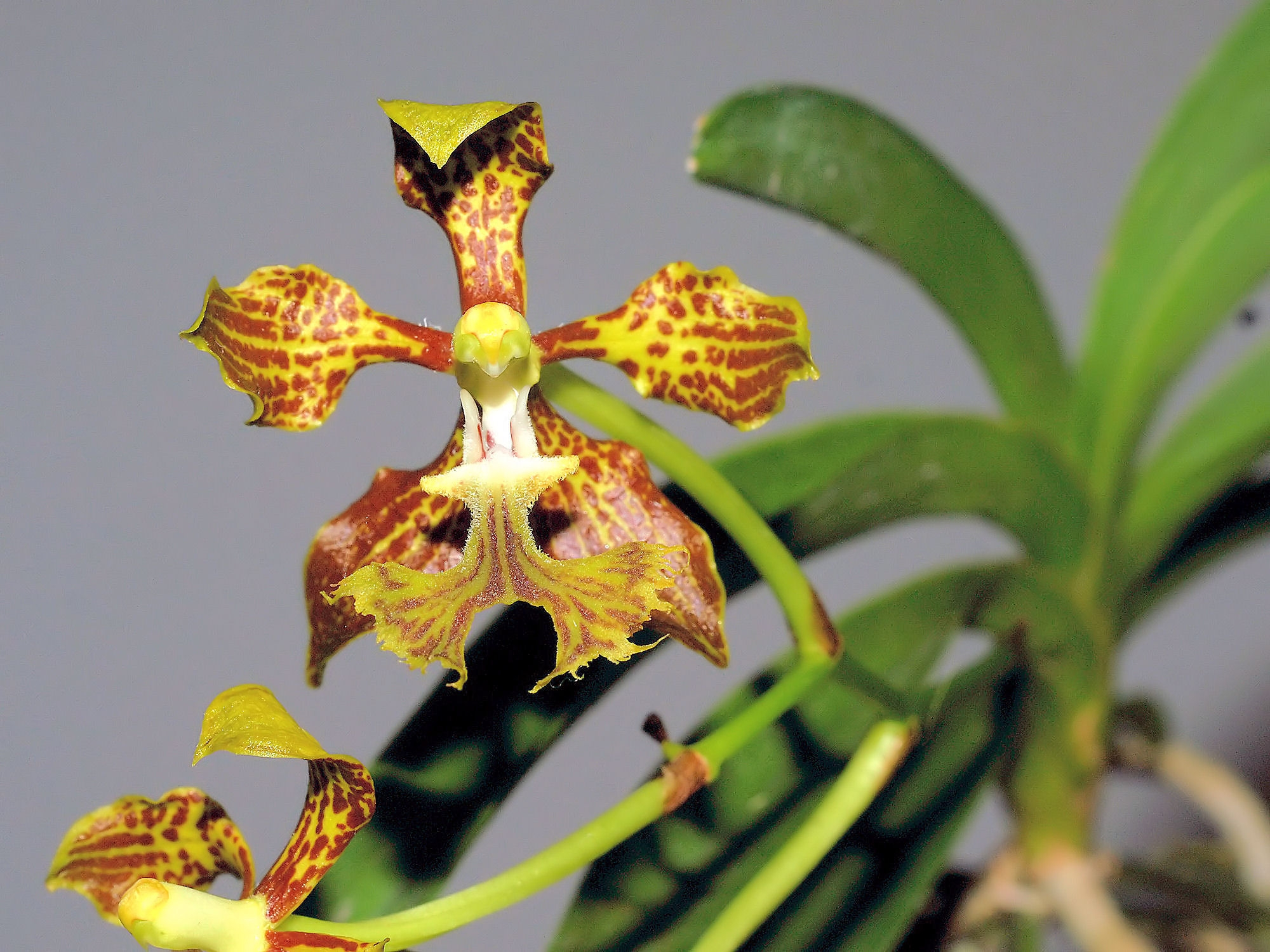
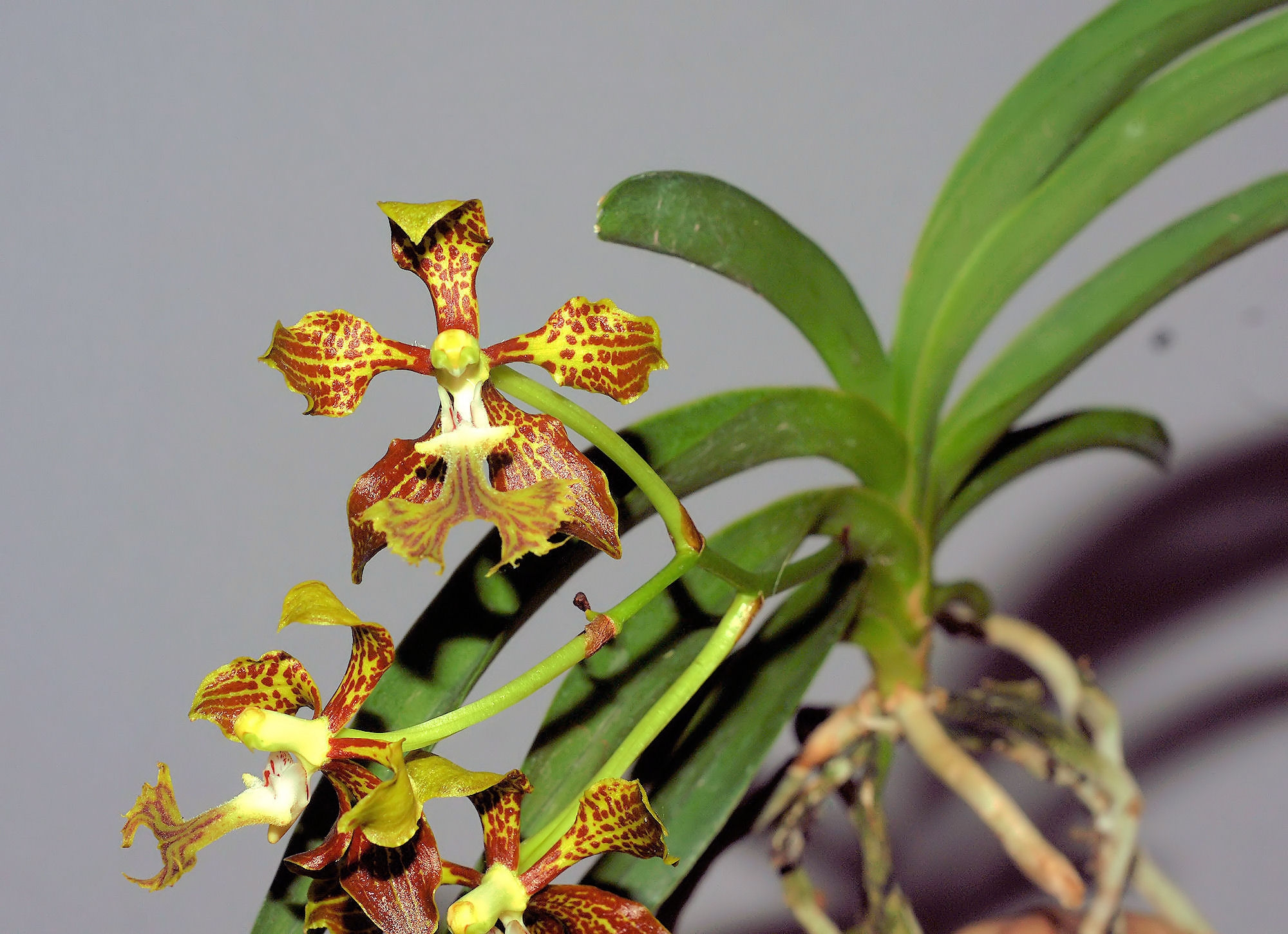